# قناة يوكاتان
تتمثل قناة يوقطان أو يوكاتان (Yucatán) في المضيق الذي يصل بين المكسيك وكوبا. حيث تربط هذه القناة بين حوض يوكاتان الذي يقع في البحر الكاريبي وخليج المكسيك. يبلغ طول القناة 217 كيلومتر (135 ميل)، حيث تمتد بين خليج كاتوتشي (Catoche) بالمكسيك وخليج سان أنتونيو (San Antonio)، بكوبا ويصل أقصى عمق لها إلى 2,779 متر (9,120 قدم).